# August 1985
Acest articol este generat integral pe baza informațiilor din articolul 1985 și este actualizat periodic de un robot.
 Editările făcute în articol vor fi șterse la următoarea actualizare! Dacă doriți să faceți modificări, editați articolul-sursă.

ianuarie -
februarie -
martie -
aprilie -
mai -
iunie -
iulie -
august -
septembrie -
octombrie -
noiembrie -
decembrie
August 1985 a fost a opta lună a anului și a început într-o zi de joi.

## Nașteri
- 1 august: Andrei Mureșan, fotbalist român
- 1 august: Kris Stadsgaard, fotbalist danez
- 1 august: Michael Wiringi, rugbist român
- 1 august: Henry Lloyd-Hughes, actor britanic
- 1 august: Ilinca Manolache, actriță română
- 2 august: Laura Steinbach, handbalistă germană
- 3 august: Rubén Limardo, scrimer venezuelean
- 4 august: Mark Milligan, fotbalist australian
- 4 august: Antonio Valencia, fotbalist ecuadorian
- 5 august: Salomon Kalou, fotbalist ivorian
- 6 august: Bafétimbi Gomis, fotbalist francez
- 6 august: Florentina Olar-Spânu, fotbalistă română
- 6 august: Florentina Olar, fotbalistă română
- 8 august: Claudiu Voiculeț, fotbalist român
- 9 august: Filipe Luís (Filipe Luís Kasmirski), fotbalist brazilian
- 9 august: Dennis Marshall, fotbalist costarican (d. 2011)
- 11 august: Adina Meiroșu, fotbalistă română
- 12 august: Valentin Ursache, rugbist român
- 13 august: Jamesson Andrade (Jamesson Andrade de Brito), fotbalist brazilian
- 13 august: Ionelia Zaharia, canotoare română
- 14 august: Christian Gentner, fotbalist german
- 14 august: Marian Tănasă, fotbalist român
- 17 august: Victor Negrescu, profesor universitar și om politic român
- 18 august: Bryan Ruiz (Bryan Jafet Ruiz González), fotbalist costarican
- 18 august: Andreea Ibacka, actriță română
- 19 august: Daniela Herrero, cântăreață argentiniană
- 20 august: Álvaro Negredo, fotbalist spaniol
- 21 august: Boladé Apithy, scrimer francez
- 21 august: Laura Haddock (Laura Jane Haddock), actriță britanică
- 22 august: Kenta Chida, scrimer japonez
- 24 august: Abdoul Gafar Mamah, fotbalist togolez
- 25 august: Igor Burzanović, fotbalist muntenegrean
- 26 august: Ovidiu Dănănae, fotbalist român
- 27 august: Danica Curcic, actriță daneză
- 27 august: Nikica Jelavić, fotbalist croat
- 27 august: Gabriel Popa, fotbalist român
- 27 august: Alexandra Nechita, pictoriță româno-americană
- 28 august: Bianca Del Carretto, scrimeră italiană
- 28 august: Masahiko Inoha, fotbalist japonez
- 28 august: Marius Macare, fotbalist român
- 29 august: Gonzalo Jara, fotbalist chilian

## Decese
- 7 august: Alan Fitch, 70 ani, politician britanic (n. 1915)
- 19 august: Henri Flammarion, 75 ani, editor francez (n. 1910)
- 22 august: Octavian Cotescu (n. Octavian Coteț), 54 ani, actor român de film și teatru (n. 1931)